# ヤバシびっちな女デイト・ナイト
『ヤバシびっちな女デイト・ナイト』（やばしびっちなめでいと・ないと）は、とんねるず2枚目のシングル。1982年7月25日に徳間ジャパンから発売。

## 概要
本格歌手デビューとなる「一気!」の前に発売された企画盤。
気弱そうな男が、ナンパでやっとのことで誘えた一人の女を懸命に口説こうとする様を描いている。激しいテクノポップ調の曲でありサビこそユニゾンだが、各々のソロパートもある。曲間においては、ドラマのような二人の掛け合いもふんだんに盛り込まれ、女の役を木梨が、そして後年のタレントとしてのキャラクターとは逆の気弱そうな男の役を石橋がそれぞれ演じている。
ジャケットの裏に『とんねるずの大語海★シャックリ・ハウス編』という用語解説があった。

## 収録曲
- 全曲　作詞：渋谷蒼吉／作曲：馬飼野康二／編曲：大村憲司

1. ヤバシびっちな女デイト・ナイト（4分09秒）
2. さよならMissヒロイン（3分11秒）

## 収録アルバム
- ヤバシびっちな女デイト・ナイト
  - オムニバス盤『お笑いタレント歌合戦』（徳間ジャパンコミュニケーションズ、1992年12月21日発売、規格品番：TKCA-30731）
- さよならMissヒロイン
  - オムニバス盤『お笑いタレント歌合戦』